# Mathis Desloges
Mathis Desloges (Saint-Martin-d'Hères, 1º maggio 2002) è un fondista francese.

## Biografia
Mathis Desloges, attivo dal dicembre del 2018, ha esordito in Coppa del Mondo il 20 gennaio 2024 a Oberhof in una 30 km (58º) e ai Campionati mondiali a Trondheim 2025, dove si è classificato 6º nello skiathlon, 4º nella staffetta e non ha completato la 50 km; non ha preso parte a rassegne olimpiche.

## Palmarès

### Coppa del Mondo
- Miglior piazzamento in classifica generale: 142º nel 2024